# Кливак Ілля Теодорович
Ілля́ Теодо́рович Кливак (29 липня 1880 — 10 квітня 1942) — священник Української греко-католицької церкви. Репресований радянською владою.

## Біографія
Народився 1880 року в селі Перемилів (нині Гусятинський район Тернопільської області) у сім'ї селянина. У 1902–1906 роках навчався у Львівській греко-католицькій духовній семінарії. Рукоположений 28 жовтня 1906. У різні роки служив у різних парафіях Прикарпаття. Федя (Теодора[джерело?]).
З початком першої світової війни служив у формуванні Українських січових стрільців. У 1914 році заарештований та висланий до Симбірська. Із заслання в Галичину повернувся навесні 1915 року. В 1917–1919 роках жив в Одесі. Був парохом греко-католицької громади, яка перед приходом більшовиків налічувала майже 4000 вірних. Заснував перший в Одесі греко-католицький храм.
Після повернення у Галичину — адміністратор парафій у Язловці (1918–1919) і Полівцях (1919–1922). [джерело?]У 1921–1939 роках — парох у селі Мшанець. Тут він на місці братської могили Січових стрільців організував побудову пам'ятника усім борцям за волю України та полеглим за народну справу (1922). Вів національно-просвітницьку діяльність, був головою осередку товариства «Просвіта», гуртків «Відродження» та «Самоосвітник», створив кооператив «Поміч», кредитну спілку «Bipa», районну молочарню.
У 1938 році за «антидержавну діяльність» був виселений з Мшанців[джерело?] до села Тисменичани. Після радянської окупації 1939 року повернувся до Мшанців. У травні 1940 року в місті Буданів його заарештував НКВС. Через чотири місяці його засудили до 10 років заслання та етапували до Середньої Азії. Помер 10 квітня 1942 у тюрмі Ташкента.
Реабілітований на підставі статті І Закону Української РСР «Про реабілітацію жертв політичних репресій на Україні» від 17 квітня 1991 року.

## Сім'я
Його дочка Надія Мирослава вийшла заміж за відомого українського композитора Миколу Колессу.